# Paul-Jacques Malouin

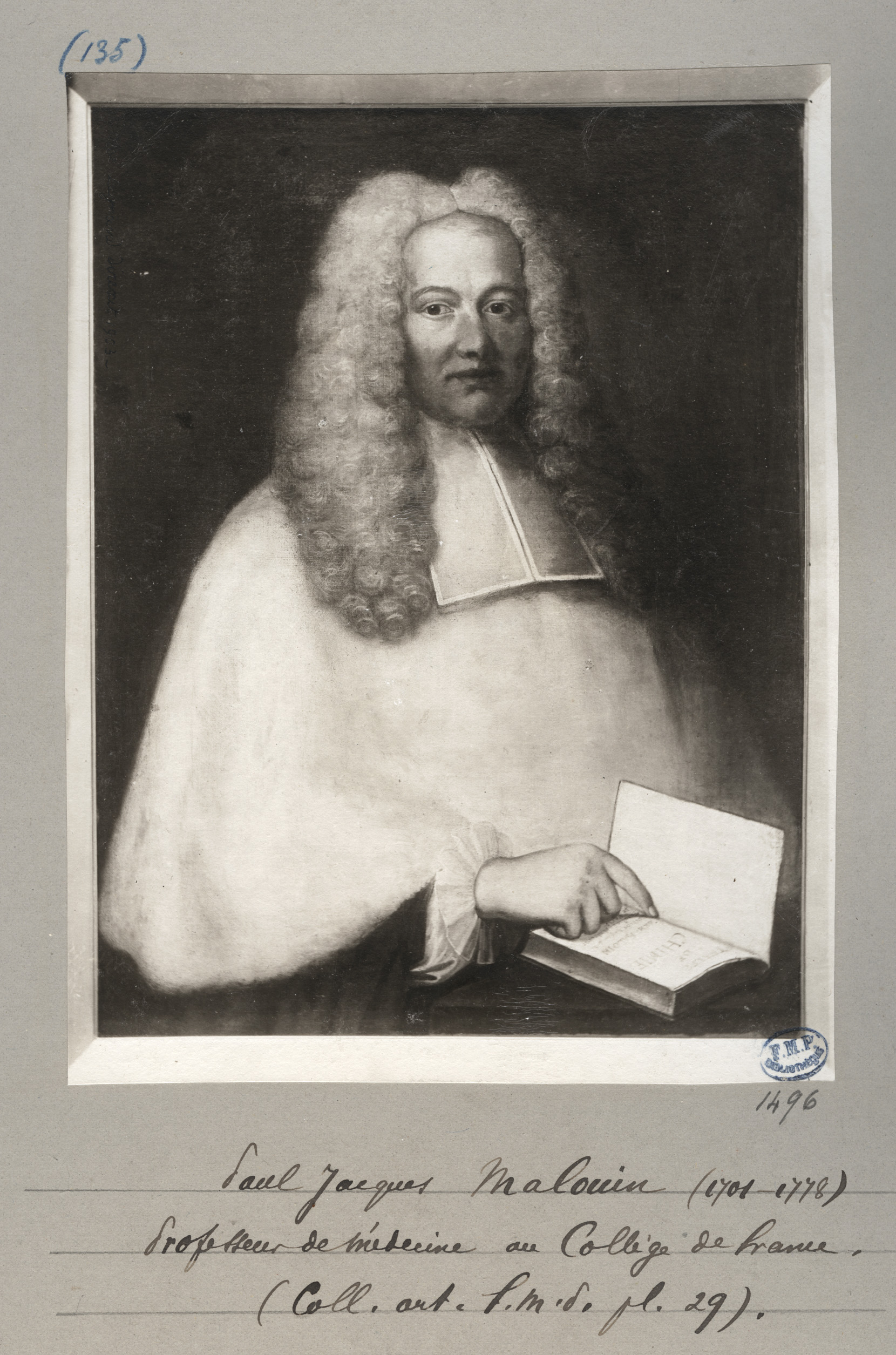
Paul-Jacques Malouin

Paul-Jacques Malouin (* 27. Juni 1701 in Caen; † 3. Januar 1778 in Versailles) war ein französischer Arzt, Chemiker und Enzyklopädist.

## Leben und Wirken
Malouin absolvierte sein Medizinstudium im Jahre 1730 gegen den Willen seines Vaters, der ein juristischer Beamter in Caen war.
Zunächst wurde er aber zum Jurastudium nach Paris geschickt. Er immatrikulierte sich 1724 in Reims und 1730 in Paris. Er erwarb als Arzt einen sehr guten Ruf und wurde Professor für Medizin, professeur de médecine, am Collège de France und Mitglied der Société de médecine de Paris (siehe auch Académie nationale de Médecine). 
Nach seinem Medizinstudium ließ er sich im Jahre 1734 in Paris nieder und praktizierte in einer von ihm eröffneten Arztpraxis. Er rekrutierte Patienten aus der Aristokratie und der königlichen Familie.
Mit Hilfe von Bernard le Bovier de Fontenelle, einem entfernten Verwandten, trat er im Jahre 1742 in die Académie des sciences ein. Seine wissenschaftlichen Interessen lagen besonders in den Bereichen der Chemie und der Medizin. So wurde er 1745 zum Professor für Chemie, professeur de chimie am Jardin du Roi berufen. Er untersuchte verschiedene chemische Elemente und Verbindungen wie etwa Zink, Calciumcarbonat, Zinnoxid, Quecksilberamalgam, Antimon, Zinn und Blei. 
In der Medizin lag sein besonderes Augenmerk auf Fragen der Hygiene, so beobachtete er über neun Jahre Epidemien und deren Folgen, die in Paris grassierten. Er schrieb ihr Auftreten den verschiedenen Lufttemperaturen zu und notierte die Ergebnisse seiner Forschungen in einer Reihe von Papieren und veröffentlichte sie in der Académie des sciences zwischen 1746 und 1754.
Im Jahr 1753 trat Malouin in eine engere Beziehung zum königlichen Hof ein. So praktizierte er als Leibarzt der Königin, médecin de la reine, für ein Gehalt von 22.000 Livres im Jahr und 1770 wurde er dann zum Arzt des Dauphine of France ernannt. In diesen Positionen verbrachte er immer mehr Zeit am Hof, so gewährte man ihm eine Wohnung im Louvre und in Versailles.
Im Jahre 1742 beschrieb Malouin in einem Vortrag an der Royal Society ein Verfahren zur Beschichtung von Eisen durch Eintauchen in geschmolzenes Zink (Feuerverzinken).
Er trug mehr als 75 Artikel über Chemie in dem Nachfolgewerk der Encyclopédie von Denis Diderot und den weiteren Enzyklopädisten, der Encyclopédie méthodique, verlegt von Charles-Joseph Panckoucke, bei.
Im Jahr 1753 wurde er als Mitglied der Royal Society aufgenommen. Ein Ruf als Professor für den Lehrstuhl der Inneren Medizin am Collège de France erfolgte 1776, diese Funktion hatte er bis zu seinem Tod im Januar 1778 inne. Zum Zeitpunkt seines Todes wurde sein Vermögen auf 132 775 Livres geschätzt, 110 000 Livre davon in Form von Obligationen. 18 500 Livre hatte er in die Compagnie des Indes investiert.

## Werke (Auswahl)
- In reactionis actionisque æqualitate æconomia animalis, Paris, 1730, in-4°.
- Traité de chimie, contenant la manière de préparer les remèdes qui sont le plus en usage dans la pratique de la médecine, Paris, 1734, in-12. (online)
- Lettre en réponse à la critique du Traité de chimie, Paris, 1735, in-12.
- An ad sanitatem musice Paris, 1743, in-4°.
- Pharmacopée chimique, ou chimie médicinale, Paris, 1760, 2 vol. in-12 ; 1755, in-12.
- Arts du meunier, du boulanger et du vermicellier, dans la collection des Arts et métiers publiée par l’Académie des sciences, Paris, 1767.

In den Memoiren Académie des sciences, sind folgende Arbeiten veröffentlicht:
- Histoire des maladies épidémiques observées à Paris en même temps que les différentes températures de l’air, depuis 1746 jusqu’en 1754.
- Analyse des eaux savonneuses de Plombières, 1746.